# لیفوسا
لیفوسا (انگلیسی: Lifosa) شرکت صنایع شیمیایی لیتوانیایی است، که در سال ۱۹۶۳ تأسیس شد.